# Chris Zylka

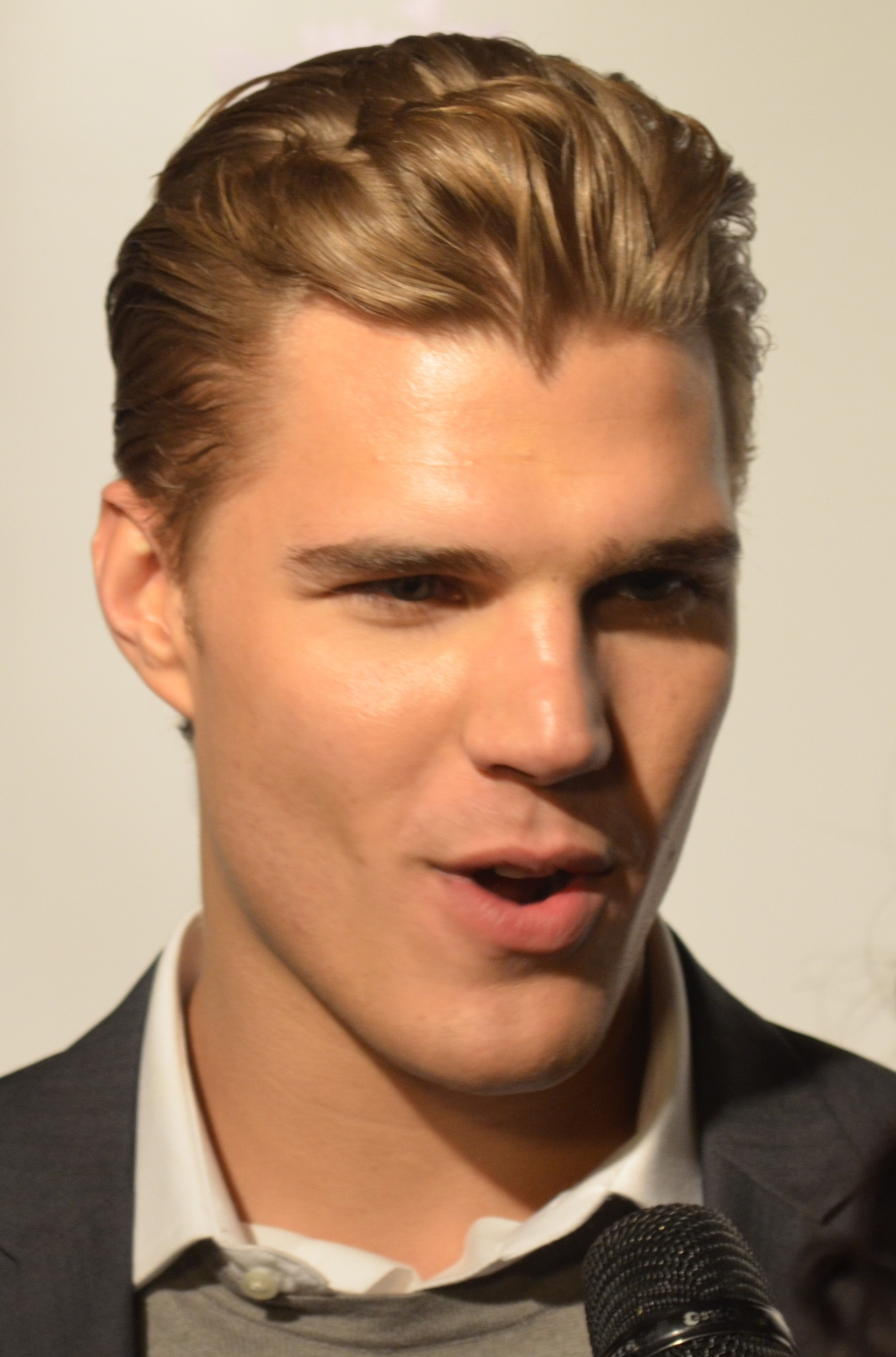
Chris Zylka (2011)

Chris Zylka (* 9. Mai 1985 in Warren, Ohio als Christopher Michael Settlemire) ist ein US-amerikanischer Schauspieler und Model.

## Leben und Karriere
Zylka wurde im Mai 1985 in Warren im US-Bundesstaat Ohio geboren und ist teilweise ukrainischer Abstammung. Er besuchte die Howland High School in Ohio, welche er 2003 beendete. Außerdem besuchte er die University of Toledo, von der er ein Football-Stipendium erhielt. Dieses brach er ab, um Schauspielerei und Zeichnen zu studieren.
Seine Karriere begann er 2008 mit einem Gastauftritt als Jason in 90210. Danach folgten drei Gastrollen in Alle hassen Chris, in der er in verschiedenen Rollen zu sehen war. 2009 war er als Gabe Lamotti in zwei Folgen von Hannah Montana zu sehen. Im selben Jahr war er in der Pilotfolge von Cougar Town als BJ zu sehen. Außerdem drehte er die Film My Super Psycho Sweet 16, wo er als Brigg Jenner zu sehen war. Auch in der Fortsetzung war er in der gleichen Rolle zu sehen. 2009 und 2010 absolvierte er zwei Gastauftritte als Doyce Pluck in Zeke und Luther. 2010 war er neben Thomas Dekker in dem Film Kaboom zu sehen, in dem er die Rolle des Thor spielt. Von 2009 bis 2010 spielte er die Nebenrolle des Joey Donner in der ABC-Family-Jugendserie 10 Dinge, die ich an dir hasse, welche auf dem gleichnamigen Film basiert.
2011 wurde er für die zwei Horrorfilme Piranha 2 und Shark Night 3D gecastet. Außerdem war er 2011 an der Seite von Lindsey Shaw, mit der er schon bei 10 Dinge, die ich an dir hasse gespielt hatte, in dem Film Teen Spirit als Nick Ramsey zu sehen. Des Weiteren erhielt er eine Rolle in den neuen Spider-Man-Filmen The Amazing Spider-Man und The Amazing Spider-Man 2 als Eugene „Flash“ Thompson.
Mitte 2011 wurde er für die Nebenrolle des Jake Armstrong in der The-CW-Mysteryserie The Secret Circle verpflichtet, die dann Ende des Jahres zu einer Hauptrolle ausgebaut wurde. 2013 war er als Tyler Lewis in der Mysteryserie Twisted in einer Nebenrolle zu sehen. Von 2014 bis 2017 spielte er die Rolle des Tom Garvey, dem Sohn von Justin Theroux’ und Amy Brennemans Charakteren, in der Fernsehserie The Leftovers.
Von April 2014 bis zur Trennung im Frühjahr 2015 war er mit dem Model Hanna Beth verlobt. Eine Verlobung mit der Medienpersönlichkeit Paris Hilton endete im November 2018.

## Filmografie (Auswahl)
- 2008: 90210 (Fernsehserie, Episode 1x10)
- 2008–2009: Alle hassen Chris (Everybody Hates Chris, Fernsehserie, 3 Episoden)
- 2009: The People I’ve Slept With
- 2009: Hannah Montana (Fernsehserie, 2 Episoden)
- 2009: Cougar Town (Fernsehserie, Episode 1x01)
- 2009: My Super Psycho Sweet 16
- 2009–2010: Zeke und Luther (Fernsehserie, 2 Episoden)
- 2009–2010: 10 Dinge, die ich an dir hasse (10 Things I Hate About You, Fernsehserie, 19 Episoden)
- 2010: Kaboom
- 2010: My Super Psycho Sweet 16 2 (My Super Psycho Sweet 16: Part 2)
- 2011: Shark Night 3D
- 2011: Teen Spirit
- 2011–2012: The Secret Circle (Fernsehserie, 17 Episoden)
- 2012: Piranha 2 (Piranha 3DD)
- 2012: The Amazing Spider-Man
- 2013: Twisted (Fernsehserie, 5 Episoden)
- 2014–2017: The Leftovers (Fernsehserie, 15 Episoden)
- 2015: Freaks of Nature
- 2016: Alien Hunter
- 2017: Novitiate
- 2018: The Death and Life of John F. Donovan